# Prometheus (program)
Prometheus je integrovaný ladicí systém (editor, monitor a kompilátor) assembleru procesoru Z80 pro počítače Sinclair ZX Spectrum a kompatibilní (například Didaktik). Jedná se o program českého původu, autorem je Tomáš Vilím, který jej napsal pod přezdívkou Universum. Vydavatelem programu byla společnost Proxima - Software v. o. s., program byl vydán v roce 1990.
Vytvářený program je kompilován dvouprůchodově, při prvním průchodu se zjistí hodnoty návěstí a při druhém průchodu probíhá vlastní kompilace. 
Součástí programu je instalátor, pomocí kterého je možné Promethea nakonfigurovat (adresa, na které běží, barvy, připojení/odpojení monitoru, typ písma a to, zda instrukce budou vypisovány malými nebo velkými písmeny) a v nastavené konfiguraci ho uložit.
Program umí importovat zdrojové kódy vytvořené v programu Gens.
Program původně vznikl pro počítače se 48 KiB paměti, později vznikla i verze pro počítače se 128 KiB paměti, která umožňuje velikost zdrojového kódu až 64 KiB, přičemž ten je uložený ve stránkách č. 1, 3, 4 a 6. 128 KiB verze existuje ve 3 variantách:
- sht - neumožňuje magnetofonové operace (jsou možné pouze disketové), vstupně výstupní operace nejsou v monitoru vůbec, nefunguje import z Gensu,
- mdm - určená pro psaní programů pro počítače se 48 KiB paměti, neumí trasovat programy, které stránkují paměť,
- lng - varianta se všemi funkcemi.

128 verze programu neumožňuje odpojit monitor.

## Zajímavosti
- Zpočátku autor používal k vývoji program Gens, jakmile byla hotová první funkční verze programu Prometheus, byl další vývoj prováděn na něm samotném.